# يوري مارتينيوك
يوري مارتينيوك (بالأوكرانية: Мартинюк Юрій Анатолійович)‏ هو لاعب كرة قدم أوكراني في مركز الدفاع، ولد في 9 أكتوبر 1974 في خاركيف في أوكرانيا. لعب مع FC Lokomotyv Dvorichna ‏.

## وصلات خارجية
- يوري مارتينيوك على موقع اتحاد أوكرانيا (الإنجليزية)
- يوري مارتينيوك على موقع قاعدة بيانات كرة القدم.إي يو (الإنجليزية)